# Oszkár Kálmán
Dans le nom hongrois Kálmán Oszkár, le nom de famille précède le prénom, mais cet article utilise l’ordre habituel en français Oszkár Kálmán, où le prénom précède le nom.
Oszkár Kálmán était un chanteur d'opéra hongrois (basse) né à Kisszentpéter (aujourd'hui Sânpetru Mic en Roumanie) le 19 juin 1887 et mort à Budapest le 17 septembre 1971.
En 1918, il créa à l'opéra de Budapest le rôle de Barbe-Bleue dans l'opéra de Bartók.

## Sources
- (en) Cet article est partiellement ou en totalité issu de l’article de Wikipédia en anglais intitulé « Oszkár Kálmán » (voir la liste des auteurs).